# Priesendorf
Priesendorf település Németországban, azon belül Bajorországban. Lakosainak száma 1532 fő (2023. december 31.).

## Népesség
A település népessége az elmúlt években az alábbi módon változott:
| Lakosok száma | 399  | 674  | 1141 | 1240 | 1512 | 1485 | 1494 | 1520 | 1517 | 1532 |
|               | 1875 | 1950 | 1975 | 1987 | 2012 | 2014 | 2016 | 2017 | 2021 | 2023 |